# Anisia flaveola
Anisia flaveola là một loài ruồi trong họ Tachinidae.